# Палацо Сан Джервазио
Пала̀цо Сан Джерва̀зио (на италиански: Palazzo San Gervasio, на местен диалект Palàzzë, Палацъ) е градче и община в Южна Италия, провинция Потенца, регион Базиликата. Разположено е на 485 m надморска височина. Населението на общината е 6719 души (към 2012 г.).